# مک لارین (میسیسیپی)
مک لارین (به انگلیسی: McLaurin) یک منطقهٔ مسکونی در ایالات متحده آمریکا است که در شهرستان فارست، میسیسیپی واقع شده‌است. مک لارین ۱۰۷٫۹ متر بالاتر از سطح دریا واقع شده‌است.